# Sistema Nenkō

Curva salarial masculina por edad en Japón
(por empresas grandes, medianas y pequeñas; el índice salarial correspondiente al intervalo de edad de 20-24 años es 100)

El sistema Nenkō de salario por antigüedad (年功序列 Nenkō joretsu?,  lit. "ordenación por tiempo de experiencia") es el sistema japonés en virtud del cual un empleado va ascendiendo en la empresa en función de su edad, y por tanto, su salario aumenta a medida que se acerca la jubilación.
Tras el estallido de la burbuja financiera en Japón a finales de la década de 1980 y el de la burbuja puntocom a principios de la década de los 2000, el sistema Nenkō ha perdido popularidad entre las empresas, que no podían permitirse mantener en nómina a empleados con mucha antigüedad y salarios altos. Muchos ejecutivos de nivel medio que ascendieron con el sistema Nenkō han sido víctimas de reestructuraciones empresariales.

## Descripción
El sistema Nenkō se basa en dos principios:
- Los empleados ganan poco en sus primeros años de trabajo;
- Los empleados trabajan toda su vida en la misma empresa y ésta les garantiza un empleo de por vida (終身雇用 shūshin koyō?).[2][3][4][5]

Este sistema era el símbolo para los occidentales del mundo laboral japonés, si bien es preciso introducir algunas matizaciones. Por un lado, sólo las grandes empresas lo implementaban; las pequeñas empresas y las subcontratas despiden mucho más que las grandes empresas durante una crisis económica. Por otro lado, los cambios que se han producido en la sociedad japonesa desde la década de 1990 han favorecido el declive del sistema de ascenso por edad. Entre ellos cabe citar:
- la creciente liberalización y globalización de la economía;
- la competencia cada vez mayor de los países asiáticos (por ejemplo, China, donde los salarios en la agricultura y la industria textil eran cuarenta veces más bajos en los años 90);
- el envejecimiento de la población, que ha provocado una disminución del número de jóvenes y un aumento del número de personas mayores, por lo que las empresas tienen que destinar más recursos al pago de salarios, ya que los sueldos son mucho más altos para las personas con experiencia.[4][7]

## Ventajas y desventajas
Este sistema tiene como ventajas que permite a los empleados de más edad alcanzar un nivel salarial más alto antes de jubilarse y que suele aportar más experiencia a las escalas ejecutivas. Las desventajas del sistema son que no permite que los nuevos talentos se integren con la experiencia y que los que tienen conocimientos especializados no pueden promocionar a las ya saturadas escalas ejecutivas.
A pesar de su estructura conservadora, en el sistema Nenkō también existe una evaluación del desempeño de cada empleado, que acaba reflejándose en aumentos salariales. Sin embargo, la parte del salario que depende de esta evaluación suele ser pequeña.